# شهرستان چکماگوشفسکی
شهرستان چکماگوشفسکی (به لاتین: Chekmagushevsky District) یک شهرستان در روسیه است که در باشقیرستان واقع شده‌است.